# Björnsjön, Värmland
Björnsjön är en sjö i Årjängs kommun i Värmland och ingår i Göta älvs huvudavrinningsområde. Sjön är 19 meter djup, har en yta på 0,349 kvadratkilometer och är belägen 200,3 meter över havet.

## Delavrinningsområde
Björnsjön ingår i det delavrinningsområde (659371-129992) som SMHI kallar för Utloppet av Norra Tvängstjärnen. Medelhöjden är 217 meter över havet och ytan är 9,35 kvadratkilometer. Räknas de 3 avrinningsområdena uppströms in blir den ackumulerade arean 48,98 kvadratkilometer. Karlsforsälven (Edsälven) som avvattnar avrinningsområdet har biflödesordning 3, vilket innebär att vattnet flödar genom totalt 3 vattendrag innan det når havet efter 266 kilometer. Avrinningsområdet består mestadels av skog (85 procent). Avrinningsområdet har 1,23 kvadratkilometer vattenytor vilket ger det en sjöprocent på 13,1 procent.